# Префектура Кјото
Кјото (Јапански:京都府, Kyōto-fu) је префектура у Јапану која се налази у региону Кансај на острву Хоншу. Главни град је Кјото.